# Závišín (Bělčice)
Závišín [ˈzaːvɪʃiːn], bis 1924 Zavěšín (deutsch Zawieschin) ist ein Ortsteil der Gemeinde Bělčice in Tschechien. Er liegt zwei Kilometer südlich von Bělčice in Südböhmen und gehört zum Okres Strakonice.

## Geographie

### Geographische Lage
Závišín befindet sich linksseitig des Baches Závišínský potok im Mittelböhmischen Hügelland. Inmitten des Dorfes liegt der Teich Klusák, westlich der Velký Škrabák und gegen Nordwesten der Velký bělčický rybník (Zawieschiner Teich). Nordwestlich von Závišín verläuft die Staatsstraße II/174 zwischen Lnáře und Bělčice, von der westlich des Dorfes die II/173 nach Blatná abzweigt. Im Osten und Süden wird der Ort von der Bahnstrecke Březnice–Strakonice umfahren, die Bahnstation Závišín liegt bei Lopatárna. Südlich erhebt sich der Hliniční vrch (536 m), im Westen der Hornosínský vrch (537 m) sowie nordwestlich die Bělčická hora (558 m) und die Kněžská hora (565 m).

### Gemeindegliederung
Der Ortsteil Závišín bildet zugleich einen Katastralbezirk, der den Namen Závišín u Bělčic trägt. Er umfasst die Ansiedlung Hutě sowie die Einschichten Lopatárna und Ovčín.

### Nachbargemeinden
Nachbarorte sind Štěpánka und Bělčice im Norden, Koupě, Ovčín und Podruhlí im Nordosten, Hostišovice und Černívsko im Osten, Chaloupky, Drahenický Málkov und Starý Dvůr im Südosten, Lopatárna, Dobšice, Bezdědovice, Chlum und Paračov im Süden, Nový Dvůr und Kocelovice im Südwesten, Hornosín im Westen sowie Újezdec und Hutě im Nordwesten.

## Geschichte
Archäologische Funde belegen eine frühzeitliche Besiedlung der Gegend. Südöstlich des Dorfes wurden Hügelgräber aus der Eisenzeit sowie aus dem 8. und 9. Jahrhundert entdeckt. Im Tal des Závišínský potok befinden sich südlich von Závišín auf vier Kilometern Länge Reithalden von Goldseifen.
Die erste schriftliche Erwähnung von Závišín erfolgte 1318. Im Jahre 1430 gehörte das Dorf Přibík von Švihlov, später erwarben die Herren von Běsin das Gut und schlossen es an ihre Herrschaft Bělčice an. Jindřich Běšin von Běsin überschrieb 1575 seiner Frau Eliška Vřesová von Vřesovice die Hälfte des Städtchens Bělčice sowie das Dorf Závišín einschließlich einer Mühle. 1594 setzte er testamentarisch seine Kinder als Erben der Festen Bělčice und Záluží ein und vermachte seiner Frau dabei das Dorf Záluží und die Mühlen Závišínský und Kotěšovcův mlýn. Im Jahre 1623 verkaufte Smil von Běšin eine Hälfte von Bělčice einschließlich des Hofes und des Dorfes Závišín für 26.000 Meißnische Schock an Jaroslaw Wolf Mitrowitz von Sternberg auf Schlüsselburg und Kladruby. Aleš Ferdinand Wratislaw von Mitrowitz schlug Závišín im Jahre 1663 der Herrschaft Schlüsselburg zu. Dessen Töchter verkauften 1675 alle Güter an Humprecht Johann Czernin von Chudenitz. 1682 fiel der Besitz dessen Sohn Thomas Zachäus Czernin von Chudenitz zu. Zu den nachfolgenden Besitzern gehörten ab 1745 Franz Karl Rudolf Graf von Swéerts-Sporck und ab 1757 Johann Franz Christian von Swéerts-Sporck.
Dieser ließ 1793 unterhalb des Dammes des Zawieschiner Teiches eine Eisenhütte anlegen. Joseph von Swéerts-Sporck verkaufte die Herrschaft 1804 an Leopold Leonhard von Thun und Hohenstein, der sie noch im selben Jahre an Johann Franz Freiherr Linker von Lützenwick weiterveräußerte. Nach dessen Tode erbte 1811 sein Sohn Clemens Wenceslaus Graf Linker von Lützenwick die Herrschaft Schlüsselburg und das Gut Schiwotitz.
Im Jahre 1840 bestand Zawieschin / Zawěssjn aus 37 Häusern mit 293 Einwohnern. Im Dorf gab es einen Meierhof, ein Jägerhaus und eine Mühle mit Brettsäge. Abseits lag die aus elf Häusern bestehende Industriesiedlung Eisenhammer mit dem emphyteutisierten Eisenhammer und der herrschaftlichen Waffenschmiede. Pfarrort war Bieltschitz. Bis zur Mitte des 19. Jahrhunderts blieb Zawieschin der Herrschaft Schlüsselburg untertänig.
Nach der Aufhebung der Patrimonialherrschaften bildete Závěšín / Zawieschin ab 1850 mit dem Ortsteil Eisenhammer eine Gemeinde in der Bezirkshauptmannschaft und dem Gerichtsbezirk Blatná. Zu Beginn des 20. Jahrhunderts wurde der Ortsname Zavěšín verwendet, die heutige Namensform Závišín ist seit 1924 gebräuchlich. Im Zuge der Aufhebung des Okres Blatná wurde Závišín 1960 dem Okres Strakonice zugeordnet. Am 26. November 1971 wurde Závišín mit Hutě nach Bělčice eingemeindet. Závišín hatte im Jahre 1991 74 Einwohner. Beim Zensus von 2001 wurden 85 Personen und 35 Wohnhäuser gezählt.

## Kultur und Sehenswürdigkeiten
- Kapelle